# كلنكوة صلبة
كلنكوة صلبة (الاسم العلمي:Kalanchoe robusta) هي نوع من النباتات تتبع جنس الكلنكوة من الفصيلة الكرسولية.